# Station Bouvignes-sur-Meuse
Station Bouvignes-sur-Meuse is een voormalige spoorweghalte langs spoorlijn 154 (Namen - Dinant) in Bouvignes-sur-Meuse een deelgemeente van de stad Dinant.

## Aantal instappende reizigers
De grafiek en tabel geven het gemiddeld aantal instappende reizigers weer op een week-, zater- en zondag.
| Tabel: aantal instappende reizigers station Bouvignes | Tabel: aantal instappende reizigers station Bouvignes | Tabel: aantal instappende reizigers station Bouvignes | Tabel: aantal instappende reizigers station Bouvignes |
|                                                       | Weekdag                                               | Zaterdag                                              | Zondag                                                |
| ----------------------------------------------------- | ----------------------------------------------------- | ----------------------------------------------------- | ----------------------------------------------------- |
| 1977                                                  | 46                                                    | 24                                                    | 22                                                    |
| 1978                                                  | 43                                                    | 22                                                    | 14                                                    |
| 1979                                                  | 39                                                    | 18                                                    | 26                                                    |
| 1980                                                  | 64                                                    | 17                                                    | 20                                                    |
| 1981                                                  | 24                                                    | 12                                                    | 28                                                    |
| 1982                                                  | 38                                                    | 25                                                    | 11                                                    |
| 1983                                                  | 25                                                    | 16                                                    | 10                                                    |

0,0: Tamines ·
2,7: Falisolle ·
5,6: Aisemont ·
10,5: Fosses-la-Ville ·
13,3: Bambois ·
17,4: Saint-Gérard ·
20,7: Mettet ·
24,3: Furneaux ·
25,3: Ermeton-sur-Biert ·
28,2: Maredret ·
29,8: Denée-Maredsous ·
31,3: Sosoye ·
32,8: Falaën ·
35,1: Haut-le-Wastia ·
37,4: Warnant ·
40,3: Anhée ·
41,4: Anhée-Jonction ·
Bouvignes-sur-Meuse ·
Dinant ·
Neffe ·
Anseremme ·
Walzin ·
Gendron-Celles ·
Château d'Ardenne ·
0,0: Houyet ·
3,7: Hour-Havenne ·
5,1: Wanlin ·
8,2: Vignée ·
11,1: Villers-sur-Lesse ·
15,3: Eprave ·
19,3: Rochefort ·
23,1: Jemelle
0,0: Namen ·
3,0: Jambes ·
4,8: Velaine ·
7,6: Dave-Nord ·
10,8: Tailfer ·
12,8: Profondeville ·
14,0: Lustin ·
17,0: Godinne ·
20,1: Yvoir ·
21,8: Houx ·
25,8: Bouvignes-sur-Meuse ·
28,0: Dinant ·
29,5: Neffe ·
36,4: Waulsort ·
36,4: Waulsort-Dorp ·
41,8: Hastière ·
44,2: Hermeton-sur-Meuse ·
46,1: Heer-Agimont